# Polavtomatska pištola
Polavtomatske pištole so vrsta pištole, ki je samopolnilna, kar pomeni, da pred streljanjem vložimo naboje v nabojnik in orožje repetiramo. Nato ob vsakem pritisku na sprožilec izstrelimo eno kroglo, dokler v nabojniku ne zmanjka nabojev; nato postopek ponovimo.